# Ясаи, Мари
Мари Ясаи (венг. Jászai Mari; 24 февраля 1850, Асар, Австро-Венгрия — 5 октября 1926 Будапешт, Королевство Венгрия) — венгерская театральная актриса.

## Творчество
Начало творческой деятельности Мари Ясаи датируется 1867 годом.
Выступление в 1872 в роли Гертруды («Банк-бан» Катоны) утвердило Ясаи как одну из крупнейших трагедийных актрис венгерского театра. Прославилась исполнением ролей в пьесах Вильяма Шекспира. Работала в театрах Национальном, «Вигсинхаз», где исполняла роли: Федры («Федра» Расина), Марии Стюарт («Мария Стюарт» Шиллера), Евы («Трагедия человека» Мадача). Искусство Мари было прогрессивным, близким к реалистической школе, что послужило причиной её ухода из Национального театра (из-за утвердившегося там натуралистического стиля игры). Оставив театр, Ясаи выступала с чтением стихов Шандора Петёфи, занималась общественной деятельностью.